# Mistrzostwa Europy U-19 w Piłce Nożnej Kobiet 2011
Mistrzostwa Europy U-19 w piłce nożnej kobiet 2011 – odbyły się w dniach od 30 maja do 11 czerwca 2011 we Włoszech.

## Uczestnicy
- Belgia
- Hiszpania
- Holandia
- Niemcy
- Norwegia
- Rosja
- Szwajcaria
- Włochy

## Stadiony
| Miasto   | Nazwa stadionu        | Pojemność |
| -------- | --------------------- | --------- |
| Imola    | Stadio Romeo Galli    | 4 000     |
| Bellaria | Stadio Enrico Nanni   | 2 500     |
| Forlì    | Stadio Tullo Morgagni | 3 400     |
| Cervia   | Stadio Germano Todoli | 3 000     |

## Grupa A
| Zespół     | Pkt | M | W | R | P | Br+ | Br- | +/- |
| ---------- | --- | - | - | - | - | --- | --- | --- |
| Włochy     | 9   | 3 | 3 | 0 | 0 | 6   | 2   | +4  |
| Szwajcaria | 4   | 3 | 1 | 1 | 1 | 4   | 2   | +2  |
| Rosja      | 4   | 3 | 1 | 1 | 1 | 4   | 3   | +1  |
| Belgia     | 0   | 3 | 0 | 0 | 3 | 3   | 10  | -7  |

| 30 maja 2011 17:00 CET | Włochy · Coppola 3' · Alborghetti 56' | 2:11:1Raport | Rosja · 13' Kołtakowa | Romeo Galli, Imola · Sędzia: Sandra Braz Bastos ( Portugalia) |
|                        |                                       |              |                       |                                                               |

| 30 maja 2011 17:00 CET | Szwajcaria · Aigbogun 23' · Saner 35' · Probst 89' · Fässler 90+3' | 4:12:0Raport | Belgia · 58' Aga | Enrico Nanni, Bellaria · Sędzia: Pernilla Larsson ( Szwecja) |
|                        |                                                                    |              |                  |                                                              |

| 2 czerwca 2011 17:00 CET | Włochy · Coppola 84' | 1:00:0Raport | Szwajcaria | Germano Todoli, Cervia · Sędzia: Lilach Asulin ( Izrael) |
|                          |                      |              |            |                                                          |

| 2 czerwca 2011 17:00 CET | Rosja · Czołowiaga 22' 62' · Ananiewa 64' | 3:11:1Raport | Belgia · 36' Vanhaevermaet | Tullo Morgagni, Forli · Sędzia: Séverine Zinck ( Francja) |
|                          |                                           |              |                            |                                                           |

| 5 czerwca 2011 17:00 CET | Belgia · Aga 30' | 1:31:0Raport | Włochy · 64' Salvai · 67' Filippozzi · 69' Alborghetti | Enrico Nanni, Bellaria · Sędzia: Lina Lehtovaara ( Finlandia) |
|                          |                  |              |                                                        |                                                               |

| 5 czerwca 2011 17:00 CET | Rosja | 0:0Raport | Szwajcaria | Germano Todoli, Cervia · Sędzia: Pernilla Larsson ( Szwecja) |
|                          |       |           |            |                                                              |

## Grupa B
| Zespół    | Pkt | M | W | R | P | Br+ | Br- | +/- |
| --------- | --- | - | - | - | - | --- | --- | --- |
| Niemcy    | 9   | 3 | 3 | 0 | 0 | 6   | 2   | +4  |
| Norwegia  | 6   | 3 | 2 | 0 | 1 | 9   | 4   | +5  |
| Holandia  | 1   | 3 | 0 | 1 | 2 | 2   | 6   | -4  |
| Hiszpania | 1   | 3 | 0 | 1 | 2 | 2   | 7   | -5  |

| 30 maja 2011 17:00 CET | Niemcy · Schmid 26' · Lotzen 45+1' · Hegenauer 90+3' | 3:12:1Raport | Norwegia · 35' Bjånesøy | Germano Todoli, Cervia · Sędzia: Séverine Zinck ( Francja) |
|                        |                                                      |              |                         |                                                            |

| 30 maja 2011 17:00 CET | Hiszpania · Beristain 11' | 1:11:0Raport | Holandia · 49' Rijsdijk | Tullo Morgagni, Forli · Sędzia: Lina Lehtovaara ( Finlandia) |
|                        |                           |              |                         |                                                              |

| 2 czerwca 2011 17:00 CET | Niemcy · Beckmann 57' | 1:00:0Raport | Hiszpania | Enrico Nanni, Bellaria · Sędzia: Sandra Braz Bastos ( Portugalia) |
|                          |                       |              |           |                                                                   |

| 2 czerwca 2011 17:00 CET | Norwegia · Bjånesøy 6' (k.) 57' · Hegland 39' | 3:02:0Raport | Holandia | Romeo Galli, Imola · Sędzia: Morag Pirie ( Szkocja) |
|                          |                                               |              |          |                                                     |

| 5 czerwca 2011 17:00 CET | Holandia · van de Sanden 58' | 1:20:0Raport | Niemcy · 67' Lotzen · 90+1' Rudelic | Romeo Galli, Imola · Sędzia: Lilach Asulin ( Izrael) |
|                          |                              |              |                                     |                                                      |

| 5 czerwca 2011 17:00 CET | Norwegia · Bjånesøy 7' 90' · Hegland 45+1' · Reiten 85' | 5:13:0Raport | Hiszpania · 61' (sam.) Knudsen | Tullo Morgagni, Forli · Sędzia: Morag Pirie ( Szkocja) |
|                          |                                                         |              |                                |                                                        |

## Półfinały
| 8 czerwca 2011 17:00 CET | Włochy · Lecce 22' · Coppola 49' | 2:31:1Raport | Norwegia · 12' Bjånesøy · 48' Hegerberg · 65' Hansen | Enrico Nanni, Bellaria · Sędzia: Séverine Zinck ( Francja) |
|                          |                                  |              |                                                      |                                                            |

| 8 czerwca 2011 20:00 CET | Niemcy · Petzelberger 21' · Beckmann 54' · Lotzen 84' | 3:11:1Raport | Szwajcaria · 38' Canetta | Romeo Galli, Imola · Sędzia: Morag Pirie ( Szkocja) |
|                          |                                                       |              |                          |                                                     |

## Finał
| 11 czerwca 2011 20:30 CET | Norwegia · Bjånesøy 72' | 1:80:1Raport | Niemcy · 29' Wensing · 50' 79' Schmid · 55' 60' Lotzen · 70' Rudelic · 88' Hegenauer | Romeo Galli, Imola · Sędzia: Sandra Braz Bastos ( Portugalia) |
|                           |                         |              |                                                                                      |                                                               |

## Strzelczynie
7 bramek
- Melissa Bjånesøy

5 bramek
- Lena Lotzen

3 bramki
- Katia Coppola
- Isabella Schmid

2 bramki
- Maria-Laura Aga
- Eunice Beckmann
- Ivana Rudelic
- Anja Hegenauer
- Kristine Hegland
- Anna Czołowiaga
- Lisa Alborghetti

1 bramka
- Justine Vanhaevermaet
- Naiara Beristain
- Pia Rijsdijk
- Shanice van de Sanden
- Ramona Petzelberger
- Luisa Wensing
- Guro Reiten
- Ada Hegerberg
- Caroline Hansen
- Nadieżda Kołtakowa
- Tatiana Ananiewa
- Eseosa Aigbogun
- Corina Saner
- Michelle Probst
- Nadine Fässler
- Cora Canetta
- Cecilia Salvai
- Roberta Filippozzi
- Elisa Lecce

bramki samobójcze
- Maren Knudsen dla  Hiszpania